# Vyšetřování Mezinárodního trestního soudu v Palestině
Žalobkyně Mezinárodního trestního soudu (ICC) Fatou Bensoudová dne 20. prosince 2019 oznámila vyšetřování válečných zločinů údajně spáchaných v Palestině příslušníky izraelské armády (IOS) a Hamásu a dalších palestinských ozbrojených skupin od 13. června 2014. Válečné zločiny a zločiny proti lidskosti páchané na Izraelem okupovaných palestinských územích a páchané Palestinci může Mezinárodní trestní soud vyšetřovat poté, co Palestina přistoupila v roce 2015 k Římskému statutu.
Dřívější obvinění zahrnují budování nelegálních izraelských osad na okupovaném Západním břehu Jordánu a porušování válečného práva příslušníky IOS a Hamásu během války v Gaze v roce 2014. Dále podle soudců Mezinárodního trestního soudu existují od 8. října 2023 důvodné podezření, že izraelští vůdci spáchali zločiny včetně hladovění, vražd, úmyslného cílení na civilisty a perzekuce; a že vůdci Hamásu spáchali zločiny včetně vyhlazování, vražd a braní rukojmích.
Dne 21. listopadu 2024 vydal Mezinárodní trestní soud zatykače na Benjamina Netanjahua, Jo'ava Gallanta a Mohammeda Deifa (zabit při náletu IOS) na základě obvinění z válečných zločinů a zločinů proti lidskosti.

## Jurisdikce
Jurisdikce Mezinárodního trestního soudu je omezena na území a státní příslušníky států, které jsou smluvní stranou. Izrael podepsal Římský statut dne 31. prosince 2000, ale neratifikoval jej. Palestina přistoupila k Římskému statutu 2. ledna 2015 s účinností od 1. dubna 2015 a žalobce Palestinu přijal za smluvní stát. V prosinci 2019 Izrael ve svém sdělení izraelského generálního prokurátora Avichaie Mandelblita, zveřejněném jen několik hodin před oznámením Fatou Bensoudovou, argumentoval, že soud nemá jurisdikci, protože Palestina není suverénním státem. Právní platnost rozhodnutí o přijetí Palestiny za smluvní stát byla definitivně potvrzena o šest let později, v roce 2021.

### Konečné rozhodnutí hlavního žalobce
Dne 16. března 2020, po předložení podání amicus curiae, Bensoudová požádala o další měsíc na zvážení otázky palestinské státnosti a jurisdikce nad Západním břehem Jordánu, Pásmem Gazy a východním Jeruzalémem. Taková podání k posouzení podalo přibližně 50 zemí a nevládních organizací a dne 29. dubna 2020 více než 180 palestinských a mezinárodních organizací a jednotlivců podalo otevřený dopis na podporu Palestiny. Amici curiae podaná osmi smluvními státy, Austrálií, Rakouskem, Brazílií, Kanadou, Českou republikou, Německem, Maďarskem a Ugandou argumentovala, že Mezinárodní trestní soud nemá jurisdikci z důvodu, že Palestina není státem.
Dne 30. dubna 2020 Bensoudová trvala na svém původním zjištění a napsala: „Obžaloba pečlivě zvážila připomínky účastníků a trvá na názoru, že soud má jurisdikci nad okupovaným palestinským územím.“

### Předsoudní senát ICC I
Dne 5. února 2021 první předsoudní senát Mezinárodního trestního soudu „většinou rozhodl, že územní jurisdikce soudu ve věci situace v Palestině, státě, který je smluvní stranou Římského statutu ICC, se vztahuje na území okupovaná Izraelem od roku 1967, konkrétně na Pásmo Gazy a Západní břeh Jordánu, včetně východního Jeruzaléma.“ Soudci rozhodli, že soud má jurisdikci, a odmítli argument Izraele o opaku. Rozhodnutí se nepokouší určit státnost ani právní hranice. Předsedající soudce Péter Kovács připojil částečně odlišné stanovisko.

## Vyšetřování zločinů spáchaných během války v Pásmu Gazy
Dne 12. října 2023 žalobce Mezinárodního trestního soudu Karim Khan v souvislosti s válkou v Pásmu Gazy potvrdil, že válečné zločiny spáchané Palestinci, ať už Hamásem nebo Palestinským džihádem, na izraelském území nebo izraelskými státními příslušníky v Pásmu Gazy jsou v kompetenci jeho vyšetřování.

### Žádost o vydání zatykačů hlavním žalobcem
Dne 20. května 2024 hlavní žalobce Mezinárodního trestního soudu Karim Khan oznámil, že požádal o vydání zatykačů na lídry Hamásu a Izraele. Lídr Hamásu v Pásmu Gazy Jahjá Sinvár, šéf vojenského křídla Hamásu Muhammad Dajf, šéf politického křídla Hamásu Ismáíl Haníja, izraelský premiér Benjamin Netanjahu a izraelský ministr obrany Jo'av Galant podle žalobce nesou odpovědnost za válečné zločiny a zločiny proti lidskosti spáchané v Pásmu Gazy a v Izraeli. Představitelé Hamásu jsou viněni ze zločinů vyhlazování, vraždy, braní rukojmích, sexuálního násilí, mučení, kruté zacházení a těžké urážky lidské důstojnosti. Představitelé Izraele jsou viněni ze zločinů úmyslného využívání hladovění civilních osob jako způsobu vedení boje, úmyslné způsobení velkého utrpení nebo vážné tělesné újmy či poruchy zdraví, vraždy, úmyslné vedení útoků proti civilnímu obyvatelstvu, vyhlazování, perzekuce a jiné nelidské činy.

### Vydání zatykačů soudem
Dne 21. listopadu 2024 Mezinárodní trestní soud rozhodl o vydání zatykačů na izraelského premiéra Benjamina Netanjahua a v té době čerstvě odvolaného ministra obrany Jo'ava Galanta. Soud tím také odmítl dříve podané námitky Izraele a jeho spojeneckých zemí. Tři představitelé Hamásu, kteří podle květnové žádosti vrchního žalobce měli také být povoláni před Mezinárodní trestní soud, byli v listopadu 2024 již mrtví. Soud nicméně vydal zatykač také na Muhammada Dajfu, u které nebylo možné spolehlivě ověřit zabití.
Podle odůvodnění měl soud důvodné podezření se domnívat, že Muhammad Dajf „odpovídá za zločiny proti lidskosti: vraždy, vyhlazování lidí, mučení, znásilnění a další formy sexuálního násilí; stejně jako za válečné zločiny vraždy, krutosti, mučení; za braní rukojmích, těžké urážky lidské důstojnosti, znásilnění a další formy sexuálního násilí“. Soud měl rovněž důvodné podezření se domnívat, že izraelský premiér Benjamin Netanjahu a exministr obrany Jo'av Galant „nesou coby spolupachatelé trestní odpovědnost za následující zločiny: za válečný zločin úmyslného využívání hladovění civilních osob jako způsobu vedení boje a za zločiny proti lidskosti, vraždy, perzekuce a jiné nelidské činy“. A „každý z nich nese coby civilní lídr trestní odpovědnost za válečný zločin útoku zaměřeného proti civilnímu obyvatelstvu“.

## Izraelská špionáž zaměstnanců soudu
Na konci května 2024 vyšla investigativní reportáž britského deníku The Guardian a izraelských médií +972 a Local callo roky trvající špionáži Izraele v Mezinárodním trestním soudu. Podle reportáže měl Izrael sledovat e-maily, telefonáty a zprávy zaměstnanců soudu včetně prokurátorů, a podílet se na útocích na jejich reputaci a údajně jim také vyhrožoval. Izraelské zpravodajské služby, které se na akci podílely (tedy Šin bet, Aman a Jednotka 8200) přímo reportovaly premiérovi Netanjahuovi. Tajná izraelská akce proti Mezinárodnímu trestnímu soudu začala roku 2015, kdy se Palestina stala členským státem ICC. Zpravodajské služby sledovaly podle novinářů přibližně 60 lidí, polovina z nich byli Palestinci, část zaměstnanci OSN a ICC. Izraelci údajně také použili špionážní systém Pegasus.